# エルサルバドルの国旗
エルサルバドルの国旗（エルサルバドルのこっき）は1972年9月27日に制定された。地の青と白の縞の旗は、エルサルバドルの前身、中米連邦の国旗に由来する。中央にはエルサルバドルの国章が描かれている。1839年から、全く異なる青と白の組み合わせの9本の横縞（青5本と白4本、したがって上下縁は青）のデザインの国旗に改められた。
同じデザインで国章がなく、縦横比3:5のものが、民間やその他の目的では使用されている。また、黄色の文字でモットー "DIOS UNION LIBERTAD"（スペイン語：神・統一・解放）があしらわれたものもある。

?市民用陸上旗

## 歴代の国旗

?1785年までの旗
?1785年の旗
?1785年 - 1821年
? 1823年8月21日 - 1824年、1842年- 1844年の国旗
? 1824年 - 1841年、1921年- 1922年の国旗
?1839年の国旗
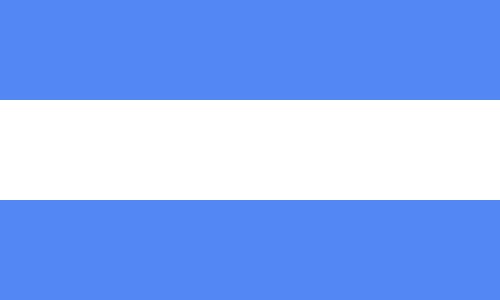
?1844年 - 1865年5月9日の国旗
?1865年5月9日 - 1865年6月の国旗
? 1865年6月 - 1869年の国旗
? 1869年 - 1873年の国旗
? 1873年 - 1877年の国旗
? 1877年 - 1898年11月2日の国旗
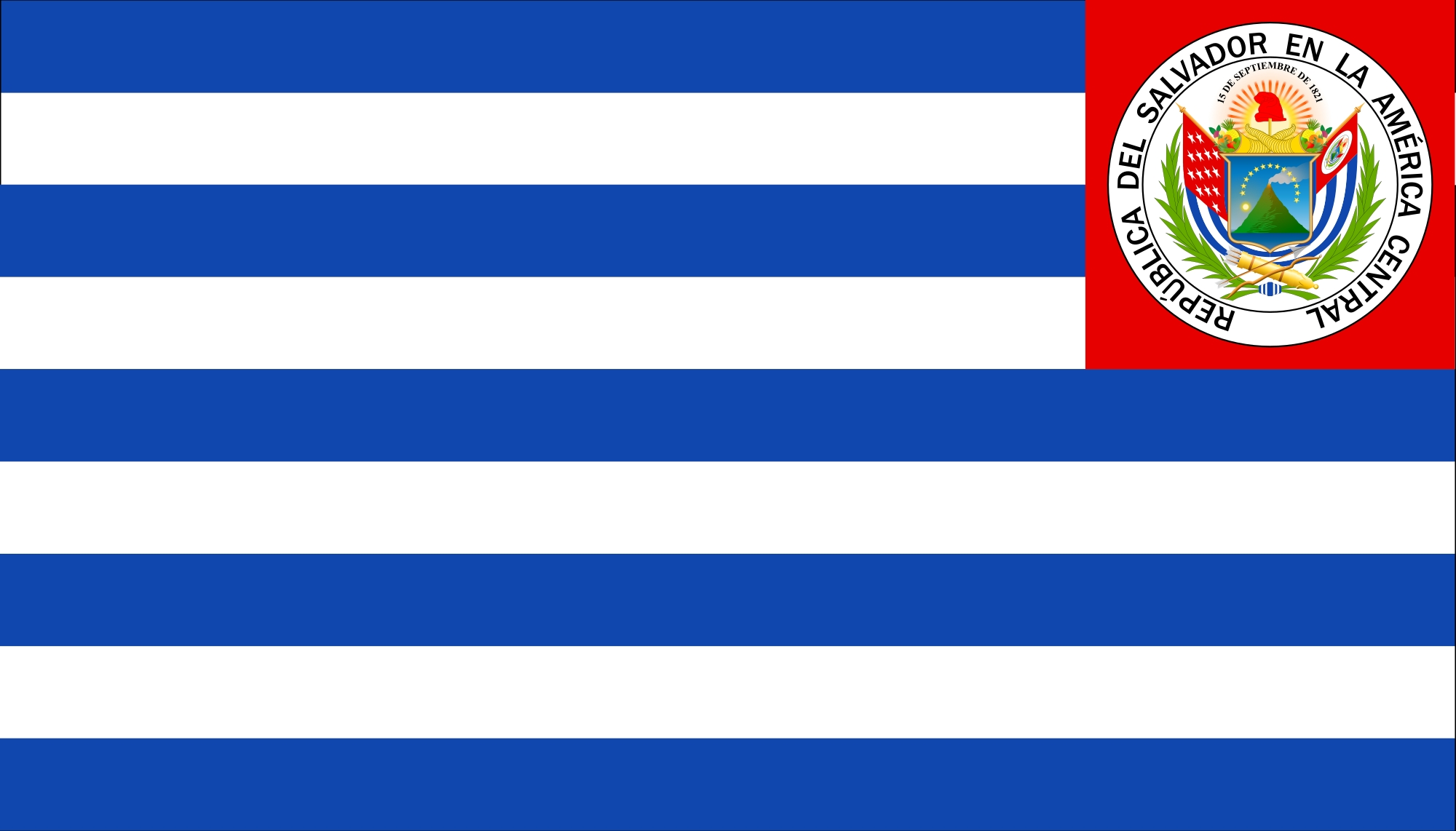
? 1875年 - 1898年11月2日の国旗
?1898年11月2日 - 1898年11月30日の国旗
?1898年11月30日 - 1912年5月17日の国旗
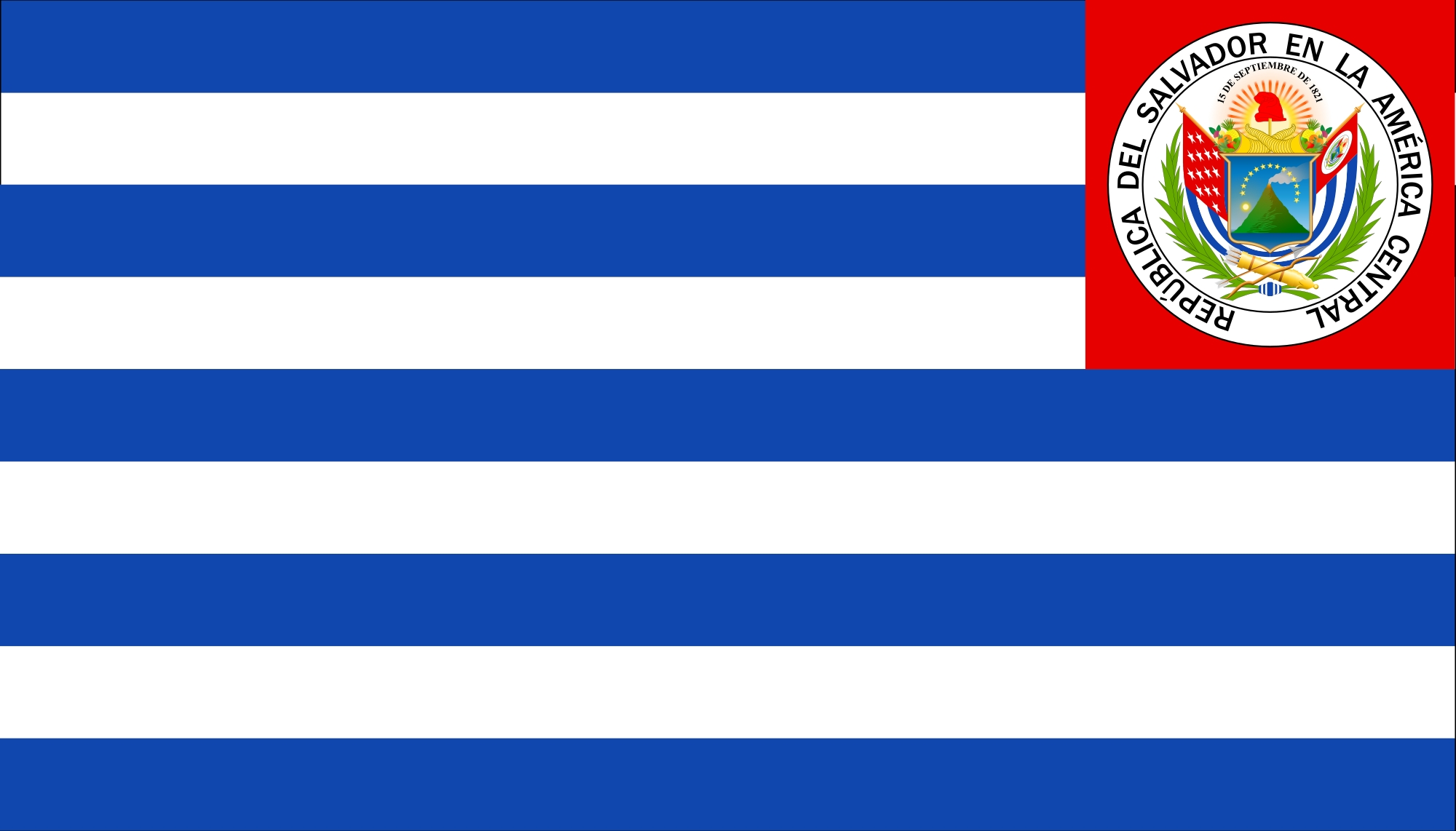
? 1898年11月30日 - 1898年5月17日の国旗
?1912年5月17日 - 1921年、1922年 – 現在のエル・サルバドル国旗
現在の国旗（縦横比2:3の別タイプ）